# Lysasterias hemiora
Lysasterias hemiora är en sjöstjärneart som beskrevs av Fisher 1940. Lysasterias hemiora ingår i släktet Lysasterias och familjen trollsjöstjärnor. Inga underarter finns listade i Catalogue of Life.